# 邁爾士·麥克拉斯
邁爾士·麥克拉斯（英語：Miles Mikolas，1988年8月23日—），綽號蜥蜴王，是美國的棒球選手之一，曾效力於美國職棒聖地牙哥教士隊及德州遊騎兵隊，2015年轉投效日本職棒讀賣巨人隊，2018年重返大聯盟並加盟聖路易紅雀隊，守備位置為投手。

## 生平

### 美國職棒時期
2009年選秀會上，被聖地牙哥教士隊以第7輪第204順位選進，並在2010年於1A的韋恩堡錫帽隊中取得6勝3敗，13次救援成功及防禦率2.20的成績。
2011年，升上高階1A，出賽34場比賽，取得3勝0敗，12次救援成功及1.13的防禦率，後在7月4日升上2A，2A的成績為28場出賽，1勝0敗，9次救援成功，防禦率1.67。
2012年，升上大聯盟，並於5月5日於大聯盟初登板，對戰邁阿密馬林魚隊的比賽中後援1局失1分，6月5日，遭到下放至3A，但7月5日又被叫上大聯盟，直到7月16日又被下放，8月5日二度被叫上大聯盟，在這個起起伏伏的賽季中總計在大聯盟出賽25場比賽，2勝1敗，有1次中繼成功，防禦率3.62。
2013年，只在大聯盟出賽2場，後於11月20日遭到DFA，並被交易至匹茲堡海盜隊，後來海盜隊又將他交易至德州遊騎兵隊，並於2014年7月1日升上大聯盟，但季末遭到遊騎兵隊釋出。

### 日本職棒時期
2014年11月25日，和讀賣巨人隊簽下1年70萬美元的合約，並拿下13勝3敗，防禦率1.92及WHIP0.90的成績，其中自6月20日開始獲得10連勝，是日本職棒史上首位第一年就獲得10連勝的外籍投手，最終獲得2015年中央聯盟的勝率王，季末獲得續約，不過2016年因為右肩疼痛錯失開幕賽，直到6月25日才在一軍登板，也因為受到傷勢影響，該年只出賽14場比賽，4勝2敗，防禦率2.45。
2017年，擔任開幕賽的先發投手，並獲得勝投，全年球季拿下14勝8敗，防禦率2.25，並以187次三振拿下中央聯盟三振王。

### 重返美國職棒
2017年12月5日，Mikolas和聖路易紅雀隊簽下2年1550萬美元的合約，正式重返美國職棒，而返美的首年就拿下18勝，季末獲得國家聯盟勝投王，2019年，紅雀隊提前和他簽下4年共6800萬的合約，並自2020年開始執行，2020年，因為決定動右前臂肌腱手術，本季也因此報銷，直到2021年8月20日才從60天的傷兵名單中回歸。
2022年8月9日，對戰科羅拉多洛磯隊擔任先發投手，只投了2.2局就被打出14支安打失掉10分，是大聯盟史上第一人。不過他該年還是出賽了33場比賽，拿下12勝13敗，且投202.1局為生涯新高。季末宣布加入2023年世界棒球經典賽美國棒球代表隊。
2023年7月27日，對Ian Happ故意投出觸身球，而遭到大聯盟處禁賽5場比賽。

## 職棒生涯成績

### 美國職棒
| 年度 | 球隊         | 出賽 | 先發 | 勝投 | 敗投 | 中繼 | 救援 | 完投 | 完封 | 三振 | 四死 | 責失 | 投球局數 | 自責分率 | 被上壘率 |
| ---- | ------------ | ---- | ---- | ---- | ---- | ---- | ---- | ---- | ---- | ---- | ---- | ---- | -------- | -------- | -------- |
| 2012 | 聖地牙哥教士 | 25   | 0    | 2    | 1    | 1    | 0    | 0    | 0    | 23   | 15   | 13   | 32.1     | 3.62     | 1.45     |
| 2013 | 聖地牙哥教士 | 2    | 0    | 0    | 0    | 0    | 0    | 0    | 0    | 1    | 1    | 0    | 1.2      | 0.00     | 0.60     |
| 2014 | 德州遊騎兵   | 10   | 10   | 2    | 5    | 0    | 0    | 0    | 0    | 38   | 18   | 41   | 57.1     | 6.44     | 1.43     |
| 2018 | 聖路易紅雀   | 32   | 32   | 18   | 4    | 0    | 0    | 1    | 1    | 146  | 29   | 63   | 200.2    | 2.83     | 1.07     |
| 2019 | 聖路易紅雀   | 32   | 32   | 9    | 14   | 0    | 0    | 1    | 1    | 144  | 32   | 85   | 184.0    | 4.16     | 1.22     |
| 2021 | 聖路易紅雀   | 9    | 9    | 2    | 3    | 0    | 0    | 0    | 0    | 31   | 11   | 21   | 44.2     | 4.23     | 1.21     |
| 2022 | 聖路易紅雀   | 33   | 32   | 12   | 13   | 0    | 0    | 1    | 0    | 153  | 39   | 74   | 202.2    | 3.29     | 1.03     |
| 2023 | 聖路易紅雀   | 35   | 35   | 9    | 13   | 0    | 0    | 0    | 0    | 137  | 39   | 107  | 201.1    | 4.78     | 1.32     |
| 2024 | 聖路易紅雀   | －   | －   | －   | －   | －   | －   | －   | －   | －   | －   | －   | －       | －       | －       |
| 合計 | 9年          | 178  | 150  | 54   | 53   | 1    | 0    | 3    | 2    | 673  | 384  | 404  | 924.1    | 3.93     | 1.39     |

### 日本職棒
| 年度 | 球隊     | 出賽 | 先發 | 勝投 | 敗投 | 中繼 | 救援 | 完投 | 完封 | 三振 | 四死 | 責失 | 投球局數 | 自責分率 | 被上壘率 |
| ---- | -------- | ---- | ---- | ---- | ---- | ---- | ---- | ---- | ---- | ---- | ---- | ---- | -------- | -------- | -------- |
| 2015 | 讀賣巨人 | 21   | 21   | 13   | 3    | 0    | 0    | 4    | 2    | 107  | 23   | 31   | 145.0    | 1.92     | 0.90     |
| 2016 | 讀賣巨人 | 14   | 14   | 4    | 2    | 0    | 0    | 1    | 0    | 84   | 23   | 25   | 91.2     | 2.45     | 1.17     |
| 2017 | 讀賣巨人 | 27   | 27   | 14   | 8    | 0    | 0    | 0    | 0    | 187  | 23   | 47   | 188.0    | 2.25     | 0.98     |
| 合計 | 3年      | 62   | 62   | 31   | 13   | 0    | 0    | 5    | 2    | 378  | 69   | 103  | 424.2    | 2.18     | 1.00     |

- 粗體黑字為該年度聯盟最高

## 特殊事蹟
- 2012年5月5日，大聯盟初登板對戰邁阿密馬林魚隊，後援一局掉一分。
- 2015年4月2日，對中日龍隊達成日職初登板，先發六局失2分無關勝敗。
- 2015年4月8日，對廣島東洋鯉魚隊先發五局失3分，吞下日職首敗。
- 2015年5月28日，對埼玉西武獅隊先發八局無失分，獲得日職首勝。
- 2015年8月18日，對阪神虎隊投出完投勝，也是本季第10勝，繼1988年Bill Gullickson、1996年Balvino Gálvez後日職第三位洋投於首年就達成單季10勝的紀錄。
- 2015年9月24日，對廣島東洋鯉魚隊先發7.1局無失分，達成單季10連勝，繼1964年Joe Stanka、1988年郭泰源後日職洋將第三人。
- 2015年10月02日，對橫濱DeNA灣星隊先發6.1局失一分，達成單季11連勝，為日職洋將新紀錄。
- 2018年5月22日，對堪薩斯市皇家隊投出美職生涯第一場完封勝，也是個人該季第6勝。

## 軼事
- 2011年，在小聯盟時期曾經生吞一隻蜥蜴，也因此被隊友稱為「蜥蜴王」[9]。

## 外部連結
- 邁爾士·麥克拉斯在台灣棒球維基館上的頁面（繁體中文）
- 邁爾士·米克拉斯在美國職棒（英语）
- 邁爾士·米克拉斯在日本職棒（英语）
- 邁爾士·米克拉斯在Baseball-Reference.com（大聯盟）（英语）
- 邁爾士·米克拉斯在Baseball-Reference.com（小聯盟以及海外聯盟）（英语）
- 邁爾士·米克拉斯在ESPN（MLB）（英语）
- 邁爾士·米克拉斯在FanGraphs.com（英语）
- 邁爾士·米克拉斯在The Baseball Cube（英语）
- 邁爾士·麥克拉斯的X（前Twitter）